# Testowanie wzorcowe
Benchmark, testowanie wzorcowe – test wydajności systemu komputerowego: sprzętu lub oprogramowania.
Istnieje wiele programów, które testują różne charakterystyki sprzętu komputerowego i oprogramowanie – moc pojedynczej maszyny, interakcje w systemie klient-serwer (z pojedynczym lub wieloma klientami) czy liczbę transakcji na sekundę w systemie przetwarzania transakcyjnego.
W miarę jak pojawiają się nowe wersje oprogramowania i sprzętu, zmieniają się składowe testy benchmarków i ich wagi w obliczaniu wyniku benchmarku – dlatego jednym z warunków uzyskania wiarygodnej oceny w testach porównawczych jest konieczność zastosowania tej samej wersji benchmarku.